# Iris pseudocaucasica
Iris pseudocaucasica är en irisväxtart som beskrevs av Aleksandr Alfonsovitj Grossgejm. Iris pseudocaucasica ingår i släktet irisar, och familjen irisväxter. Inga underarter finns listade i Catalogue of Life.